# Algerije
Algerije (Arabisch: الجزائر, Al-Jazā'ir, Berbers: ⴷⵣⴰⵢⵔ, Dzayer), officieel de Democratische Volksrepubliek Algerije is een land in noordelijk Afrika.
Algerije is qua oppervlakte het grootste land van Afrika en ligt tussen Marokko in het Westen en Tunesië en Libië in het oosten, en vormt samen met deze landen de Maghreb. In het zuiden grenst het van west naar oost aan de betwiste Westelijke Sahara, Mauritanië, Mali en Niger. De Middellandse Zee vormt de noordgrens. De hoofdstad en grootste stad van het land is Algiers. De meeste mensen wonen in de brede, bergachtige kuststrook. In het zuiden ligt een deel van de noordelijke Sahara. De overheersende godsdienst is de islam maar het land telt ook een klein percentage christenen.
Algerije is lid van de Arabische Liga. Sinds 5 juli 1962 is Algerije onafhankelijk van Frankrijk. Sinds het uiteenvallen van Soedan in 2011 is Algerije qua oppervlakte het grootste land van Afrika. Het behoort ook tot de top 10 grootste landen ter wereld (57 keer de oppervlakte van Nederland).

## Etymologie
Het land heeft zijn naam te danken aan de hoofdstad, Algiers. De door de Ziriden gestichte stad werd gebouwd op de plaats waar eerder een klein dorpje stond, genaamd al-jazā'ir al-Mazighanan (oftewel "de eilanden van Mazighanan", een oude Berberstam). Men schrijft de naam meestal toe aan een aantal inmiddels aan het vasteland vastgegroeide eilanden voor de kust van Algiers. Die eilanden stonden bij de oude Romeinen bekend als de Insula Mazucana. Onder anderen de geschiedschrijver Ammianus Marcellinus noemde ze bij die naam. Algerije staat dus voor "de eilanden". Het land wordt ook weleens Maghreb al-awsad genoemd, het midden westen. Dit ter onderscheid van Maghreb al-aksa (het huidige Marokko) en Maghreb al-adna (het nabije westen) wat Tunesië en Libië omvat.

## Geschiedenis

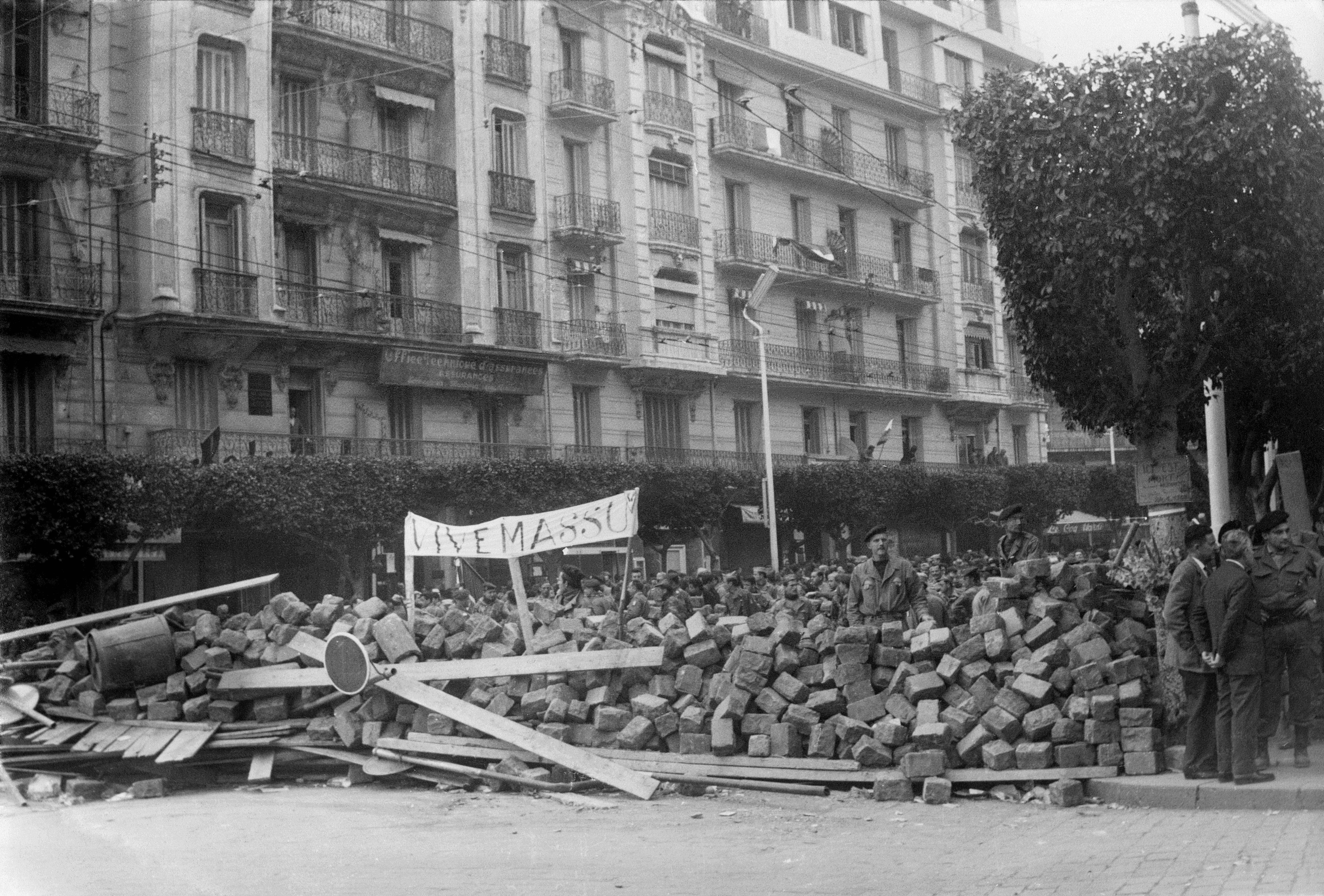
De Algerijnse Oorlog leidde tot de onafhankelijkheid in 1962

Algerije is een voormalige kolonie van Frankrijk, dat controle over het gebied verwierf in het midden van de 19e eeuw. Het land heette toen Frans-Algerije. Daarvoor behoorde het noordelijke deel van Algerije toe aan het Ottomaanse Rijk.
De Fransen ontwikkelden een economie waarbij de lokale bevolking achtergesteld werd. In november 1954 verklaarde het Front de Libération Nationale (FLN) de oorlog aan de Franse machthebbers. Deze vaak bloedige onafhankelijkheidsoorlog duurde tot 5 juli 1962.
Tussen 1991 en 2002 speelde er zich een bloedige burgeroorlog af tussen aanhangers van het Front Islamique du Salut (FIS) en de regeringstroepen. Aanleiding voor de burgeroorlog was de winst van de FIS in de verkiezingen, waarna de partij door de Algerijnse overheid werd ontbonden uit vrees voor een moslimfundamentalistische overname. Verschillende aan deze partijen gelieerde groeperingen, zoals de Groupe Islamique Armé, grepen daarna naar de wapens waarmee een acht jaar durende guerrilla en terroristische oorlog tegen de staat begon. De Algerijnse Burgeroorlog kostte vermoedelijk rond de 120.000 levens. Amnesty International meldde in de periode van de burgeroorlog een groot aantal verdwijningen, martelingen, en slachtoffers van slachtingen aangericht door zowel regeringstroepen als rebellengroepen.
In 2003 werd het noorden door een zware aardbeving getroffen. Daarnaast lijdt het land onder werkloosheid, watertekorten en woningnood.

## Geografie

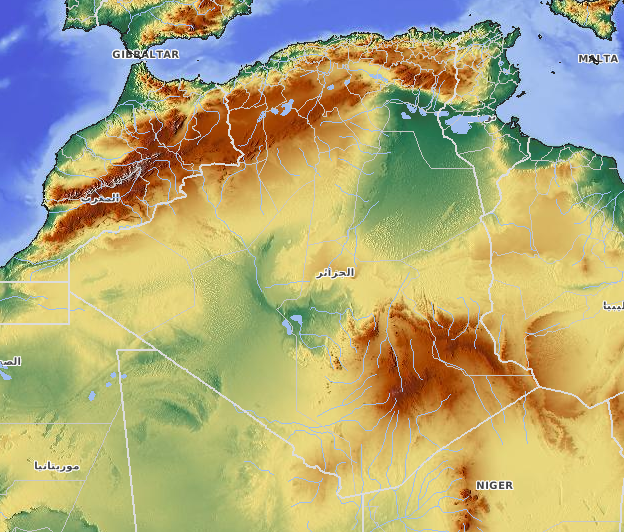
Reliëfkaart van Algerije, waarop de Atlas- en Ahaggargebergten en de Sahara duidelijk te zien zijn

Algerije is ongeveer 57 maal groter dan Nederland en 78 maal groter dan België. Het land grenst in het noorden aan de Middellandse Zee en de kustlijn is bijna 1600 kilometer lang. Verder grenst het land aan Tunesië (965 km), Libië (982 km), Niger (956 km), Mali (1.376 km), Mauritanië (463 km) en Marokko (1.601 km).
Algerije valt in twee belangrijke geografische gebieden uiteen: het noordelijke gebied en de veel grotere Sahara in het zuiden. Het noordelijke gebied, dat deel van de Maghreb uitmaakt, is samengesteld uit vier parallelle streken. Van noord naar zuid zijn dit:
- een smalle laaglandstrook (die met bergen wordt afgewisseld) langs de 970 km lange mediterrane kustlijn;
- de Kleine Atlas (hoogste punt: 2.310 m), een gebergte met een mediterraan klimaat en een overvloedige vruchtbare grond;
- de dunbevolkte, semiaride Barbarijse Hoogvlakte (gemiddelde hoogte 1.070 m), een aantal ondiepe zoute meren (chotts) is de leefomgeving van hoofdzakelijk schapen- en geitenherders;
- de Sahara-Atlas (hoogste punt: 2.330 m), een semi-aride gebergte dat voornamelijk gebruikt wordt voor het weiden van vee.

In Noord-Algerije komen regelmatig aardbevingen voor, die, zoals in 1954, 1980 en 2003, duizenden slachtoffers geëist hebben.

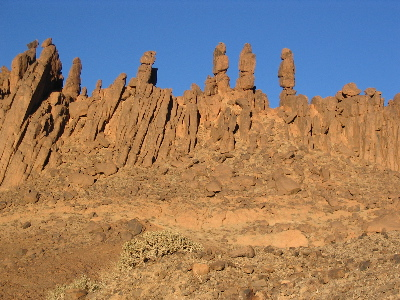
Rotsvorming in Zuid-Algerije

De dorre en zeer dunbevolkte Sahara heeft een gemiddelde hoogte van 460 m, maar bereikt grotere hoogten in het zuiden in de Ahaggar waar het hoogste punt van Algerije: Tahat (2.908 m) ligt. Het grootste deel van het gebied bestaat uit grind of rotsen en er is weinig begroeiing. Er zijn ook grote gebieden bestaande uit zandduinen in het noorden en het oosten.
De rivier Chéliff, die in het Middellandse Zeegebied stroomt, is de grootste en een van de weinige rivieren die het hele jaar door stroomt. De Chéliff is 700 kilometer lang. De Abiod is een rivier in het Auremassief. Geen van de rivieren is geschikt voor de scheepvaart. De belangrijkste oasen zijn te vinden in Touggourt, Biskra en Tin Rerhoh. Het Atlasgebergte en het Ahaggargebergte zijn de grootste gebergten.

### Klimaat
Algerije heeft een subtropisch klimaat aan de kust (milde, natte winters en hete droge zomers). De Hoge Plateaus tot aan de Sahara-Atlas hebben een steppeklimaat, met in de zomer kans op een hete en verstikkende sirocco vanuit de Sahara. Ten zuiden hiervan bevindt zich een woestijnklimaat. De hoogste officiële temperatuur was 50,6 °C bij In Salah. Na zonsondergang zorgt echter de heldere, droge lucht vaak voor snel verlies van de warmte, en de nachten zijn relatief koel tot fris in de winter. Enorme dagelijkse verschillen in temperatuur komen daardoor voor.
Neerslag is redelijk overvloedig langs de kust in een deel van de kleine Atlas en varieert van 400 tot 670 mm per jaar, de hoeveelheid neerslag neemt toe van west naar oost. De neerslag is het zwaarst in het noordelijke deel van Oost-Algerije, waar in sommige jaren tot 1.000 mm valt. Verder in het binnenland is de regenval minder overvloedig. De heersende wind is oostelijk en noordoostelijk in de zomer en westelijk en noordelijk in de winter en geeft een algemene toename van de neerslag van september tot en met december, een daling in de late winter en het voorjaar en een bijna afwezigheid van neerslag in de zomermaanden. Algerije heeft ook ergen, of duinen tussen de bergen. In de zomer kan de wind hier zwaar en vlagerig zijn, waarbij de temperatuur kan oplopen tot boven de 40 °C.

### Steden

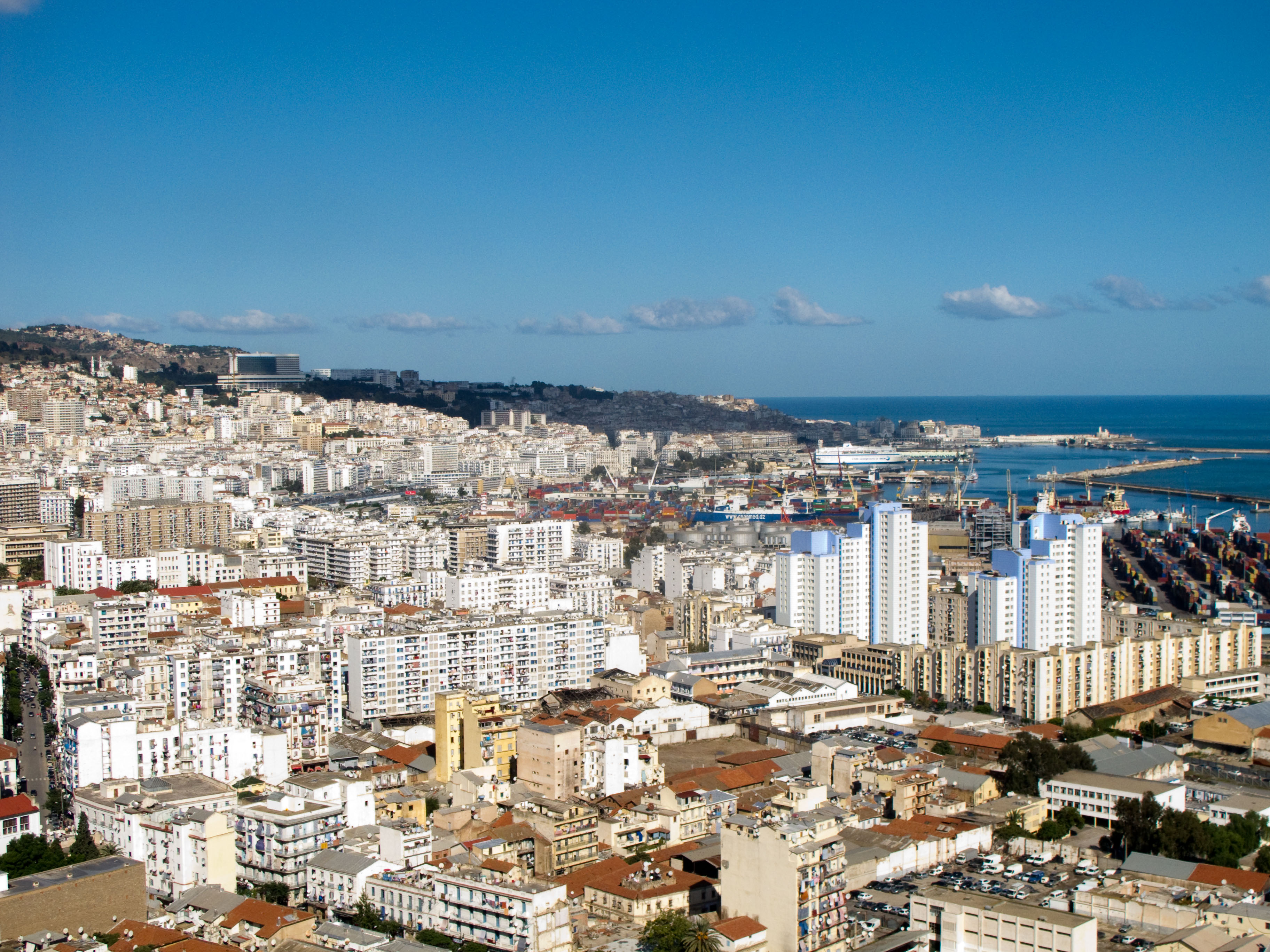
Algiers

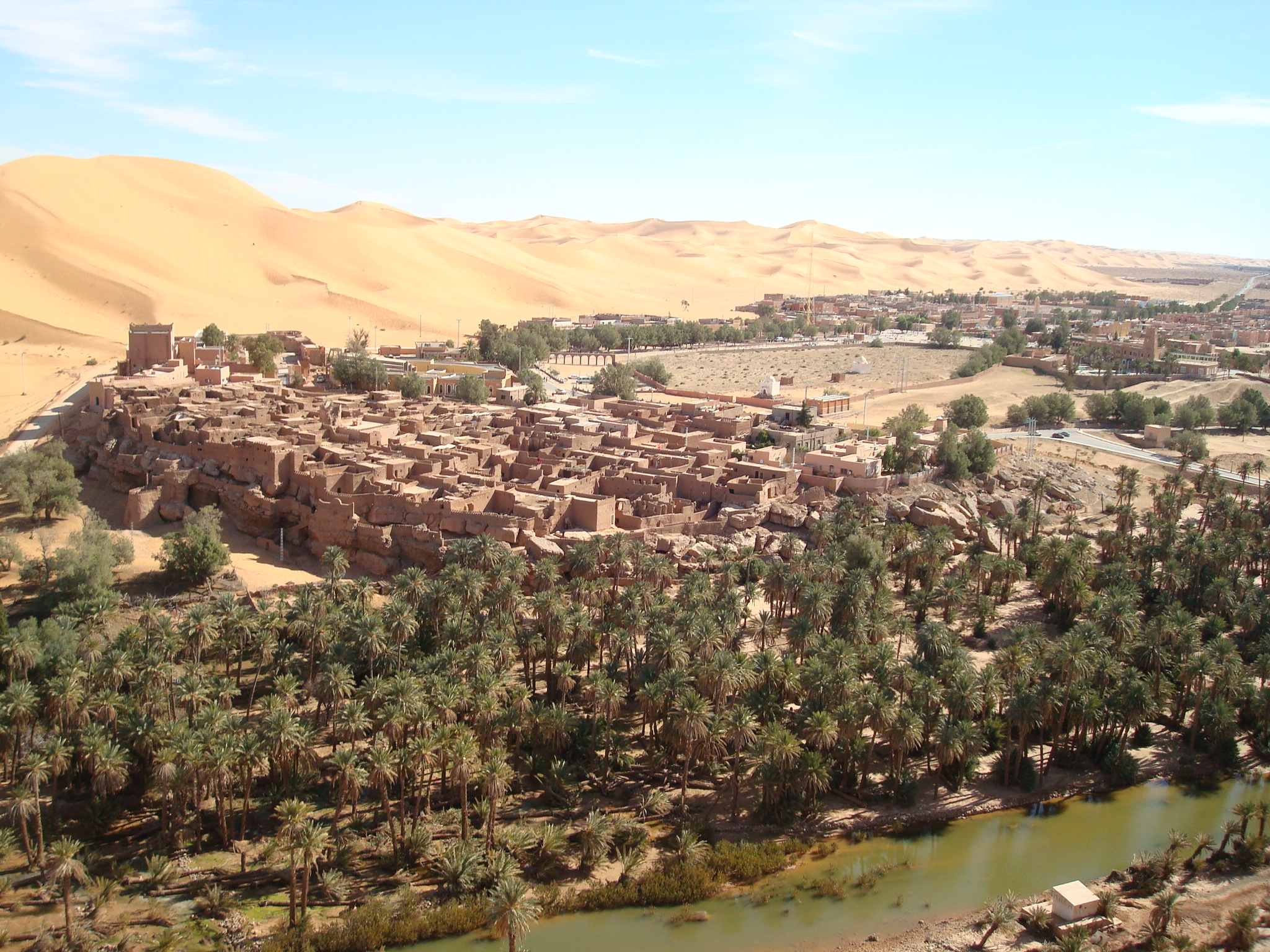
De oaseplaats Taghit in de Sahara

De hoofdstad van Algerije is Algiers, dat ruim 1,5 miljoen inwoners telde in 1998 (met agglomeratie ruim 2 miljoen).
Bij de volkstelling van 2008 steeg dit aantal ongeveer naar 3,5 miljoen inwoners (met agglomeratie ruim 5 miljoen).
De tien grootste steden van Algerije zijn volgens de laatste volkstelling van 2014:
| Plaats         | Arabisch    | Inwoners  |
| -------------- | ----------- | --------- |
| Algiers        | الجزائر     | 3.415.811 |
| Oran           | وهران       | 1.560.329 |
| Constantine    | قسنطينة     | 448.374   |
| Biskra         | بسكرة       | 307.987   |
| Batna          | باتنة       | 290.645   |
| Sétif          | سطيف        | 288.461   |
| Annaba         | عنابة       | 257.359   |
| Sidi-bel-Abbès | سيدي بلعباس | 212.935   |
| Blida          | البليدة     | 182.447   |
| Chlef          | ولاية الشل  | 178.616   |

Verdere steden zijn Bab Ezzouar, Tbessa, Djelfa, Skikda, Béjaïa, Tiaret, Tamanrasset, Ghardaia, Béchar, Tindouf en Tlemcen.

## Demografie

### Bevolking

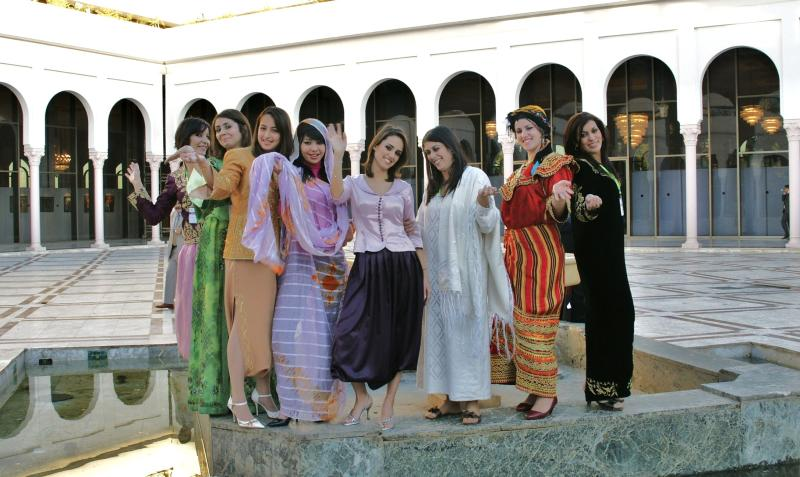
Algerijnse vrouwen in traditionele kleding

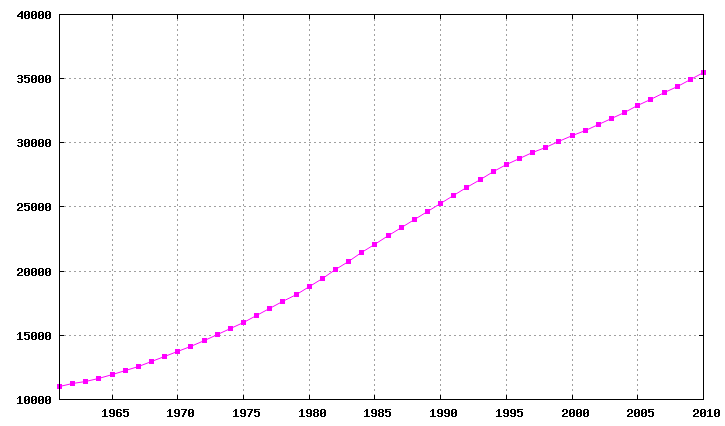
Bevolkingsontwikkeling van Algerije

Sinds 1900 is de bevolking sterk gegroeid; in 1900 waren er 4,6 miljoen inwoners, in 1950 waren dit er 8,7 miljoen en in 2010 telde het land 35,4 miljoen bewoners. Aan de kust wonen de meeste Algerijnen; circa 95% van de bevolking woont in het meest noordelijke deel van het land.
Het aandeel van de bevolking woonachtig in steden is eveneens sterk gestegen. Woonde in 1950 nog maar 22% van de bevolking in de stad, in 2010 was dit toegenomen tot 66%.
Het grootste deel van de bevolking is van Arabisch-Berberse oorsprong. Ongeveer 1% van de Algerijnse bevolking is uit Europa in Algerije komen wonen. Voor de onafhankelijkheid was echter nog 10% van de bevolking Europeaan.
- Bevolkingsgroepen: Berbertaligen en Arabischtaligen 99%, Europeanen 1%
- Levensverwachting: 76,8 jaar (2016)
- Bevolkingsgroei: 1,77% (2016)
- Analfabetisme: mannen 12,8%, vrouwen 26,9% (2015)
- geboortecijfer: 23 en sterftecijfer: 4,3 (2016)
- religie: soennitische moslims: 99%, overige (waaronder christenen en joden) < 1%
- werkloosheid bij de jeugd 15-24 jaar: totaal 25,3% (mannen 22,1%, vrouwen 41,4%) (2014)
- migratiesaldo: −0,9 migranten per 1000 inwoners

### Taal

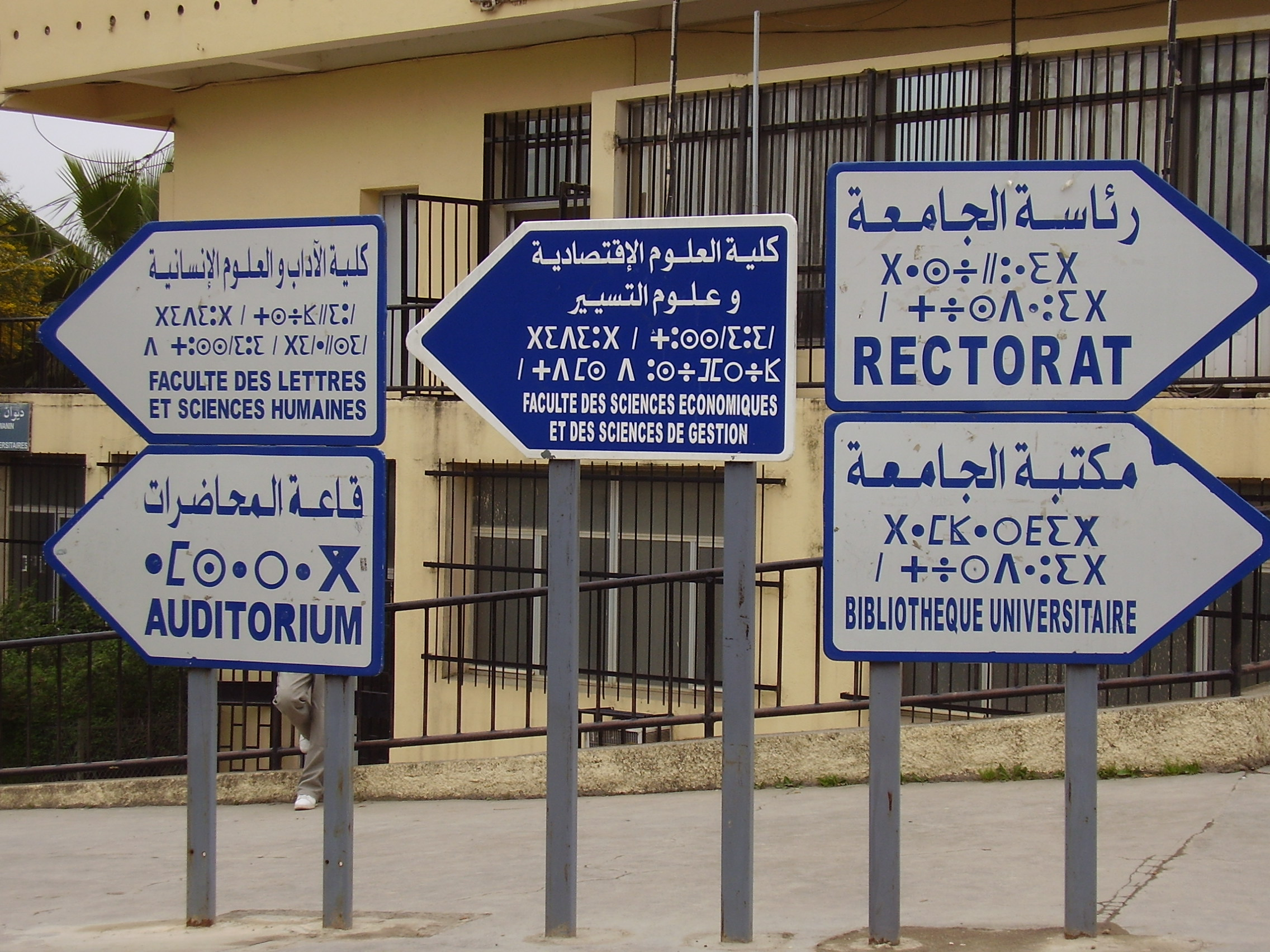
Borden in drie talen (Arabisch, Berber en Frans) bij de universiteit van Tizi Ouzou

De belangrijkste talen in Algerije zijn Arabisch (officiële taal), Berbertalen (Tamazight, Kabylisch e.a.) en Frans.
Tegenwoordig is het Arabisch de belangrijkste taal. Ongeveer 35% van de bevolking spreekt ook nog een Berbertaal, de taal van de Berbers, ook wel Tamazight genoemd. Deze oorspronkelijke inwoners wonen meestal in bergachtige gebieden in de noordelijke kustgebieden zoals Kabylië en de Aures, en in het zuiden van het land.
In 1980 werd het Arabisch de enige officiële taal in Algerije. Dit besluit veroorzaakte veel spanningen in het land. In 2002 werd dit beleid weer ongedaan gemaakt toen de president het Tamazight (Berbers) ook tot een nationale taal verklaarde. Naast het Arabisch en Berbers wordt ook veel Frans gesproken in Algerije.

### Religie en godsdienstvrijheid

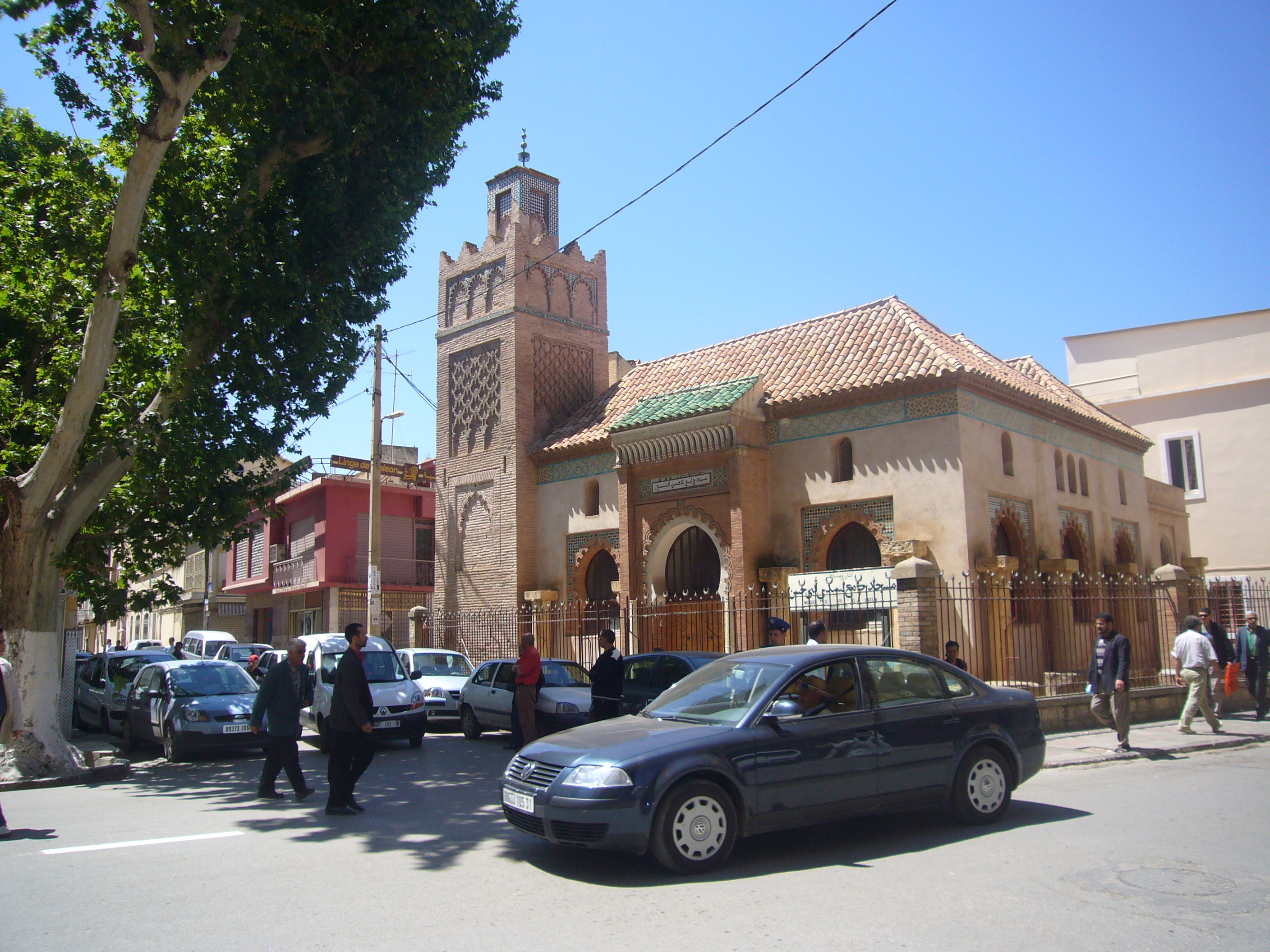
Moskee van Tlemcen, door de Zianiden gebouwd in 1296

De Algerijnse grondwet bepaalt dat de islam de staatsgodsdienst van het land is. Het grootste deel van de Algerijnen zijn aanhangers van het soennisme. Tijdens de Algerijnse Burgeroorlog was het land sterk verscheurd tussen de aanhangers van het FIS en de door Frankrijk gesteunde seculiere partijen.
Algerije kent geen godsdienstvrijheid. Zo riskeert eenieder die tracht een moslim te bekeren tot een andere godsdienst een gevangenisstraf van 2 tot 5 jaar en een boete van 500.000 tot 1.000.000 dinar. Deze wetgeving uit 2006 heeft geleid tot vervolging van christenen.
De katholieke gemeenschap is de belangrijkste religieuze minderheid. Ze heeft anno 2006 11.000 leden waarvan 110 priesters en 170 religieuzen. Het Aartsbisdom Algiers staat sinds 2008 onder leiding van aartsbisschop Ghaleb Bhader. De Basiliek van Algiers is de kathedrale kerk van Algerije. Het christendom werd vanaf de 17e eeuw in Algerije vooral verkondigd door de lazaristen. Aan hen werd het apostolisch gezag toevertrouwd tot de stichting van het bisdom in 1838.
Tijdens de Franse koloniale periode telde de katholieke gemeenschap meerdere honderdduizenden leden. Het overgrote deel daarvan waren Europese kolonisten, die met de onafhankelijkheid in 1962 zijn vertrokken. Sindsdien vormen de katholieken een kleine minderheid, die eerder in de verdrukking verkeert.
De moord op twaalf Kroaten op 14 december 1993, de moord op twee Spaanse zusters in Bab-el-Oued op 20 oktober 1994, de moord op vier witte paters in Tizi-Ouzou onder wie de Belg Charles Deckers, de ontvoering en moord van 7 trappisten van de gemeenschap van O.L. Vrouw van de Atlas in Tibhirine en de moord op bisschop Pierre Lucien Claverie in 1996 zijn hier een illustratie van. Algerije is tevens het land waar de heilige Charles de Foucauld missioneerde in het begin van de 20e eeuw.
Zie ook: Geschiedenis van de Joden in Algerije

## Politiek

### Staatsinrichting

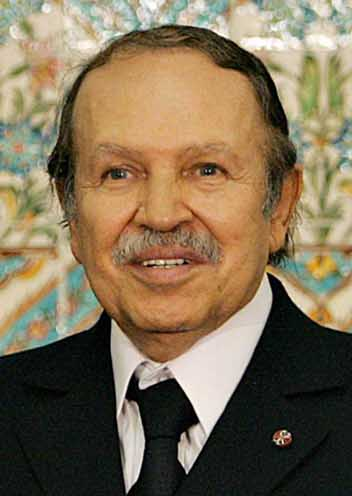
Abdelaziz Bouteflika, president tussen 1999 en 2019

Algerije is een republiek en wordt geregeerd conform de grondwet van 1976, die sindsdien talrijke herzieningen heeft ondergaan. De uitvoerende tak wordt geleid door de president, die algemeen voor een termijn van vijf jaar wordt gekozen. De eerste minister wordt benoemd door de president. Het tweekamerparlement bestaat uit de Nationale Volksvergadering van 462 zetels en de 144 personen tellende Raad van de Natie. Het rechtssysteem van Algerije is gebaseerd op Franse en islamitische wet.
Algerije kent algemeen stemrecht sinds de onafhankelijkheid in 1962. De kiesgerechtigde leeftijd is 18 jaar. Het parlement bestaat uit een nationale verzameling van 462 leden die voor 5 jaar worden gekozen, en een raad van de natie met 96 indirect gekozen en 48 direct door de president benoemde leden; elke 3 jaar wordt de helft van de leden gekozen. De president wordt elke 5 jaar rechtstreeks gekozen.
Naar de wens van veel Algerijnen, maar tegen de wens van de Fransen in Algerije in, verklaarde president Charles de Gaulle op 3 juli 1962 dat Algerije onafhankelijk mocht worden. Op 25 september 1962 werd officieel de republiek uitgeroepen. Ahmed Ben Bella, de oprichter van het FLN, werd premier en een jaar later werd hij president.
Op 15 juni 1965 werd een staatsgreep gepleegd onder leiding van kolonel Houari Boumédienne en werd de democratie vervangen door een militaire dictatuur. Na tien jaar geregeerd te hebben verklaarde Boumédienne dat er verkiezingen gehouden moesten worden. De nieuwe grondwet werd per referendum aangenomen in november 1976. Aangezien alleen FLN-leden mee mochten doen met de verkiezingen, werd Boumédienne eenvoudig tot president verkozen.
De verkiezingen van december 1991 werden gewonnen door het islamistische Front Islamique du Salut. De overwinning van het islamistische FIS kwam hard aan bij de gevestigde orde en Frankrijk. Het leger pleegde een staatsgreep, waarna het FIS verboden, en president Bendjedid, die hervormingen had toegezegd, afgezet werd. Zijn plaatsvervanger werd de onbuigzame Liamine Zéroual. De Franse regering gaf haar steun aan het nieuwe bewind van Zeroual en in veel westerse media ging gejuich op omdat Algerije van het 'islamitische gevaar' gered was. Veel westerse media vonden dan ook dat ondanks de ondemocratische actie van het leger, Algerije voor de democratie gered was. De islamitische wereld reageerde geschokt op deze dubbele moraal.
Zéroual werd in 1999 als president opgevolgd door Abdelaziz Bouteflika, die twintig jaar onafgebroken regeerde. Op 2 april 2019 trad Bouteflika, onder druk van het leger, per direct af. Hij werd opgevolgd door waarnemend president Abdelkader Bensalah.
De huidige president is Abdelmadjid Tebboune, die na de verkiezingen van december 2019 aan de macht kwam.

### Bestuurlijke indeling
Algerije kent naast de centrale overheid ook andere bestuurslagen, territoriale onderdelen waar regels vastgesteld en/of beslissingen worden genomen over bepaalde gebieden en/of hun bewoners. Het betreft de volgende bestuurslagen:
| Bestuurslagen | Bestuurslagen              | Bestuurslagen          | Bestuurslagen               | Bestuurslagen |
| --- | -------------------------- | ---------------------- | --------------------------- | ------------- |
| centraal niveau | provincieniveau            | provincieniveau        | lokaal niveau               |               |
| Democratische Volksrepubliek Algerije - الجمهورية الجَزائرية الديمقراطية الشعبية al-Jumhūriyya al-Jazāʾiriyya ad-Dīmuqrāṭiyya aš-Šaʿbiyya - ⵜⴰⴳⴷⵓⴷⴰ ⵜⴰⵣⵣⴰⵢⵔⵉⵜ ⵜⴰⵎⴰⴳⴷⴰⵢⵜ ⵜⴰⵖⴻⵔⴼⴰⵏⵜ Tagduda tazzayrit tamagdayt taɣerfant | provincies - ولاية, wilāya | cirkels - دائرة, daïra | gemeenten - بلدية, baladiya |               |
| 1. 2. |                            |                        |                             |               |

Algerije is onderverdeeld in 58 provincies, 553 cirkels of districten en 1541 gemeenten.

### Internationale betrekkingen
Algerije heeft een associatieovereenkomst met de Europese Unie. Door het koloniale verleden zijn de banden met Frankrijk sterk. Het land is lid van de volgende internationale organisaties:
- de Arabische Liga sinds 16 augustus 1962
- de Verenigde Naties sinds 8 oktober 1962
- de Organisatie voor Islamitische Samenwerking sinds 1969
- de Organisatie van olie-exporterende landen sinds 1969
- de Unie van de Arabische Maghreb sinds 1989
- de Mediterrane Dialoog van de NAVO sinds maart 2000
- de Afrikaanse Unie sinds 9 juli 2002

Verder is Algerije observator bij de Wereldhandelsorganisatie.

## Cultuur

### Muziek
Algerijnse muziek is een perfecte weerspiegeling van de culturele diversiteit die het land kenmerkt, zijn muziek onderscheidt zich door een overvloed aan verschillende stijlen.
Chaabimuziek is een typisch Algerijns muziekgenre dat in de jaren 1920 werd afgeleid van Andalusische muziek. De stijl wordt gekenmerkt door specifieke ritmes en Qacidate (Populaire gedichten) in het Arabisch dialect met zijn lange gedichten uit het Algerijnse erfgoed. De onbetwiste meester van deze muziek is El Hadj M'Hamed El Anka. De Constantinois Maloufstijl werd gered door muzikanten van wie Mohamed Tahar Fergani een van de best presterende is.

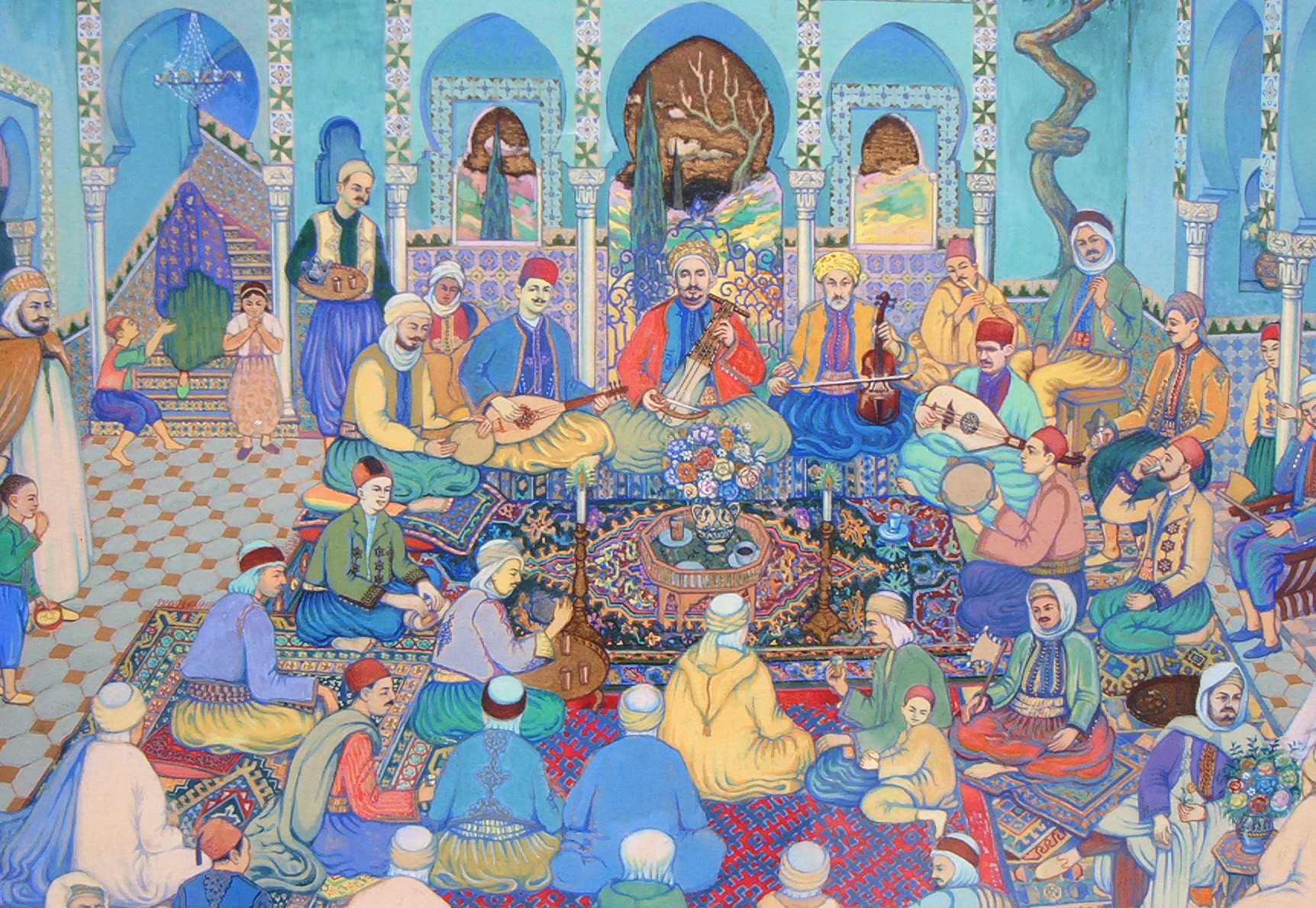
Algerijnse muzikanten, door Bachir Yellès

De Andalusische zogenaamde Algerijnse klassieke muziek is een muzikale stijl die in Algerije werd gemeld door Andalusische vluchtelingen die de inquisitie van de Christelijke Koningen ontvluchtten gedurende de 11e eeuw. Deze stijl ontwikkelde zich aanzienlijk in de steden in het noorden van Algerije. Deze muziek richt zich vooral op twaalf lange Noubate "serie", de belangrijkste instrumenten zijn de mandoline, viool, luit, gitaar, citer, fluit en piano. De bekendste vertolkers zijn Bahdja Rahal, Cheikh El Hadj Mohamed El Ghafour, Nasserdine Chaouli, Cheikh Larbi Bensari, Nouri El Koufi met muziek zoals, El Mouahidia, El Mossilia, El Fakhardjia, Es Sendoussia en El-Andalusiërs.
De volksmuziek onderscheidt zich in de eerste plaats door verschillende stijlen. Bedoeïenenmuziek kenmerkt zich door de poëtische songs die de herders interpreteren in de Hooglanden. Het is gebaseerd op de lange kacida (gedichten) enkele rijm en het monotone geluid van de fluit. In het algemeen richt deze muziek zich op thema's in de liefde, religie en epos. Onder de grote artiesten bevinden zich Khelifi Ahmed en Abdelhamid Ababsa Rachab Tahar. Kabylische muziek is gebaseerd op een rijk repertoire (poëzie en oude verhalen) doorgegeven van generatie op generatie. Sommige nummers gaan in op het thema van de ballingschap, liefde en politiek. Grote artiesten zijn Cheikh El Hasnaoui, Slimane Azem, Aït Menguellet, Idir, Kamel Messaoudi, Matoub Lounès en zelfs Takfarinas. Shawiya muziek is folklore uit diverse gebieden uit de bergen. Traditionele muziek wordt goed vertegenwoordigd door vele Aurassische zangers. De eerste zangers die internationaal succes hadden zijn Aissa Jermouni en Ali Khencheli. Rahaba muziek is uniek voor de Cheb Hasni, een emblematische figuur voor de Algerijnse jeugd, vermoord door terroristen in 1994 in de stad Oran. Verder bestaan er verscheidene muziekstijlen die bekendstaan als Arabo-Andalous. Een zanger in de Chaoui stijl is Salim Hallali. Een aantal zangers uit het berggebied van Aures hebben zich laten inspireren door deze stijl, zoals Youcef Boukhantech. Terguimuziek wordt normaal gesproken gezongen in Toearegtalen. Tinariwen was een wereldwijd succes. Ten slotte is er nog de staïfi muziek die uniek in zijn soort is en voorkomt uit Setif.
Moderne muziek is verkrijgbaar in verschillende facetten: raï muziek is een stijl die typisch is voor West-Algerije in de provincies Oran en Sidi Bel Abbes. De modernisering ervan begon in de jaren 1970 toen moderne instrumentatie werd toegevoegd met elektrische gitaar, synthesizer en drums. Deze stijl werd ook beïnvloed door westerse muziek, zoals rock, reggae en funk. Maar wat echt een boom zou geven in de muziekscene was de komst performers zoals Hadj Brahim, zei Khaled, Cheb Mami, Cheb Khaled, Cheb Hasni, Faudel, Rachid Taha, Raina Rai en zelfs Cheba Zahouania. Rapmuziek is een relatief recente stijl in Algerije maar kent een enorme groei met de opkomst van groepen als MBS, Double Barrel en Intik Hamma Boys. De thema's van deze muziek zijn over het algemeen sociale misstanden en liefde. Verder prefereren verschillende zangers liever de Arabische klassieke stijl met kenmerken zoals die van Warda Al-Jazairia.

### Literatuur

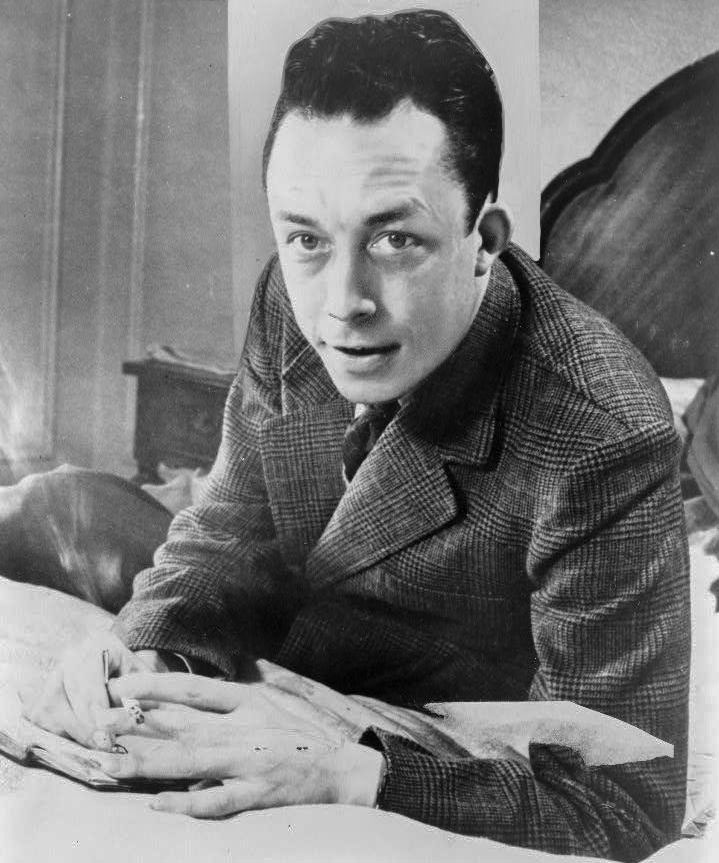
Schrijver en Nobelprijswinnaar Albert Camus werd geboren in de kuststad Oran

### Sport
Zie onder meer:
- Algerian Ligue Professionnelle 1 (voetbalcompetitie van Algerije)
- Algerije op de Olympische Spelen

### Algerijnse keuken

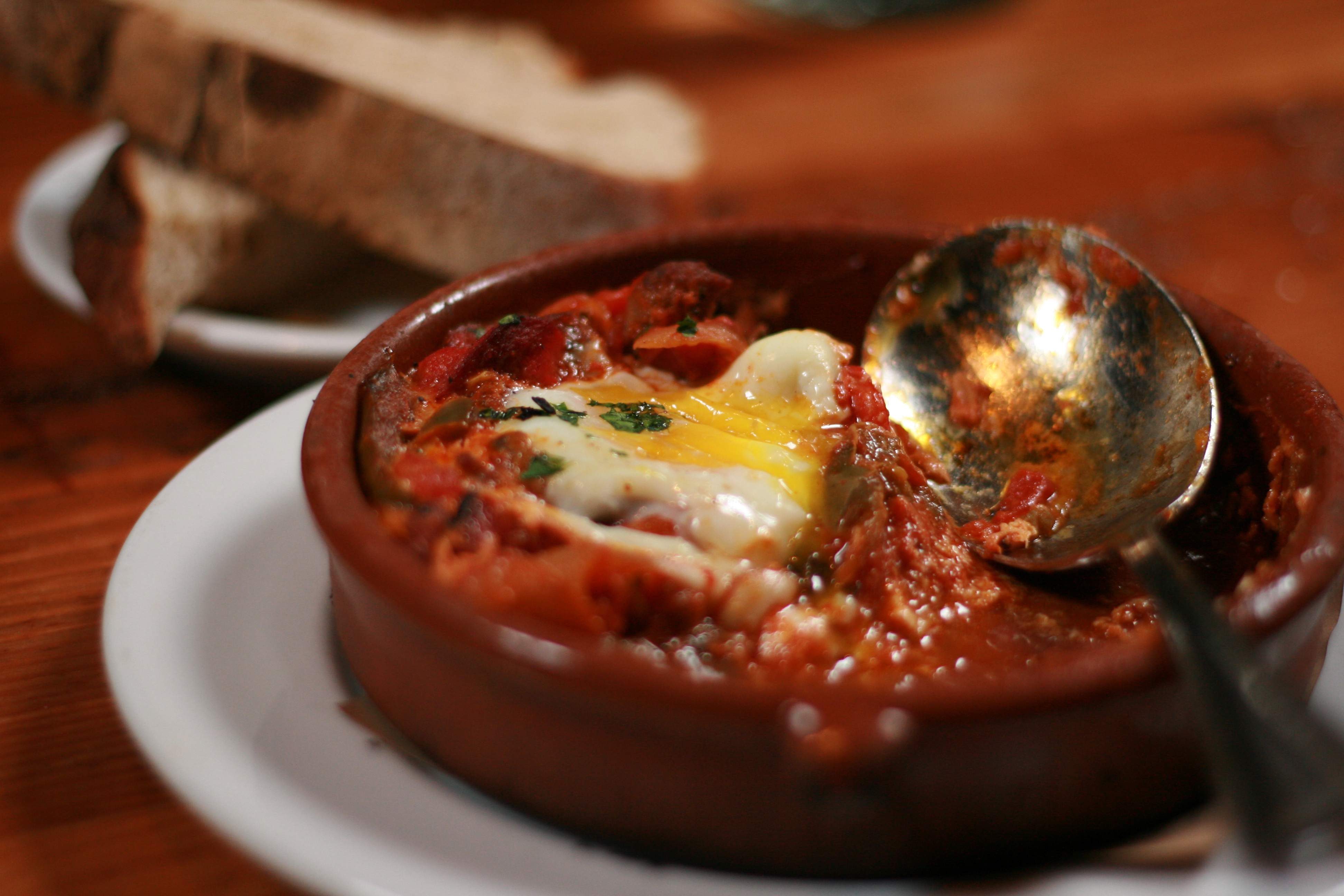
Shakshouka, ei met tomaat

De Algerijnse keuken is rijk en divers. Het land werd (naast Egypte) beschouwd als de graanschuur van Rome. De gerechten en samenstellingen ervan variëren afhankelijk van de regio en de seizoenen. Deze keuken maakt gebruik van granen als belangrijkste product, omdat deze in overvloed aanwezig zijn in het land.
Algerije is een land van hapjes. Bij de muntthee worden gevulde gebakjes gegeten zoals gevulde croissants met kaas en broodjes met gehakt. Ook couscous en de tajine worden vaak gegeten op de vrijdag met de hele familie na het moskeebezoek. Eten is een belangrijk gebeuren samen met de familie in Algerije. Iedereen herenigt zich als het tijd is voor het eten. Ze drinken 's morgens muntthee of koffie met gebakjes, 's middags rond 1/2 uur in de middag eten ze een warme maaltijd, om 4/5 uur drinken ze weer iets warms en om 8 uur is het avondeten waarna ze iets warms drinken.

### Erfgoed
Algerije telt een aantal culturele inschrijvingen op de UNESCO-werelderfgoedlijst. Het betreft Al Qal'a van Beni Hammad, de ruïnes van de eerste hoofdstad van de Hammadiden, Djémila, de ruïnes van een Romeinse stad en een voorbeeld van de manier waarop de Romeinen hun stadsplanning aanpasten aan een bergachtige omgeving, de kasba van Algiers, een medina in Algiers, met overblijfselen van de citadel, oude moskeeën en paleizen in Ottomaanse stijl, de M'Zabvallei, een traditioneel habitat in de 10e eeuw opgericht door de Ibadieten rond hun vijf gefortificeerde steden, Timgad, een Romeinse koloniale stad met een goed voorbeeld van Romeinse stedenbouwkunde, Tipasa, een Fenicische en later Romeinse stad met een unieke groep van Romeinse en Byzantijnse ruïnes en monumenten, waaronder de Kbor er Roumia, het koninklijke mausoleum van Mauritanië en Tassili n'Ajjer, een hoogvlakte in Algerije waar men prehistorische grotkunst kan vinden.

## Economie

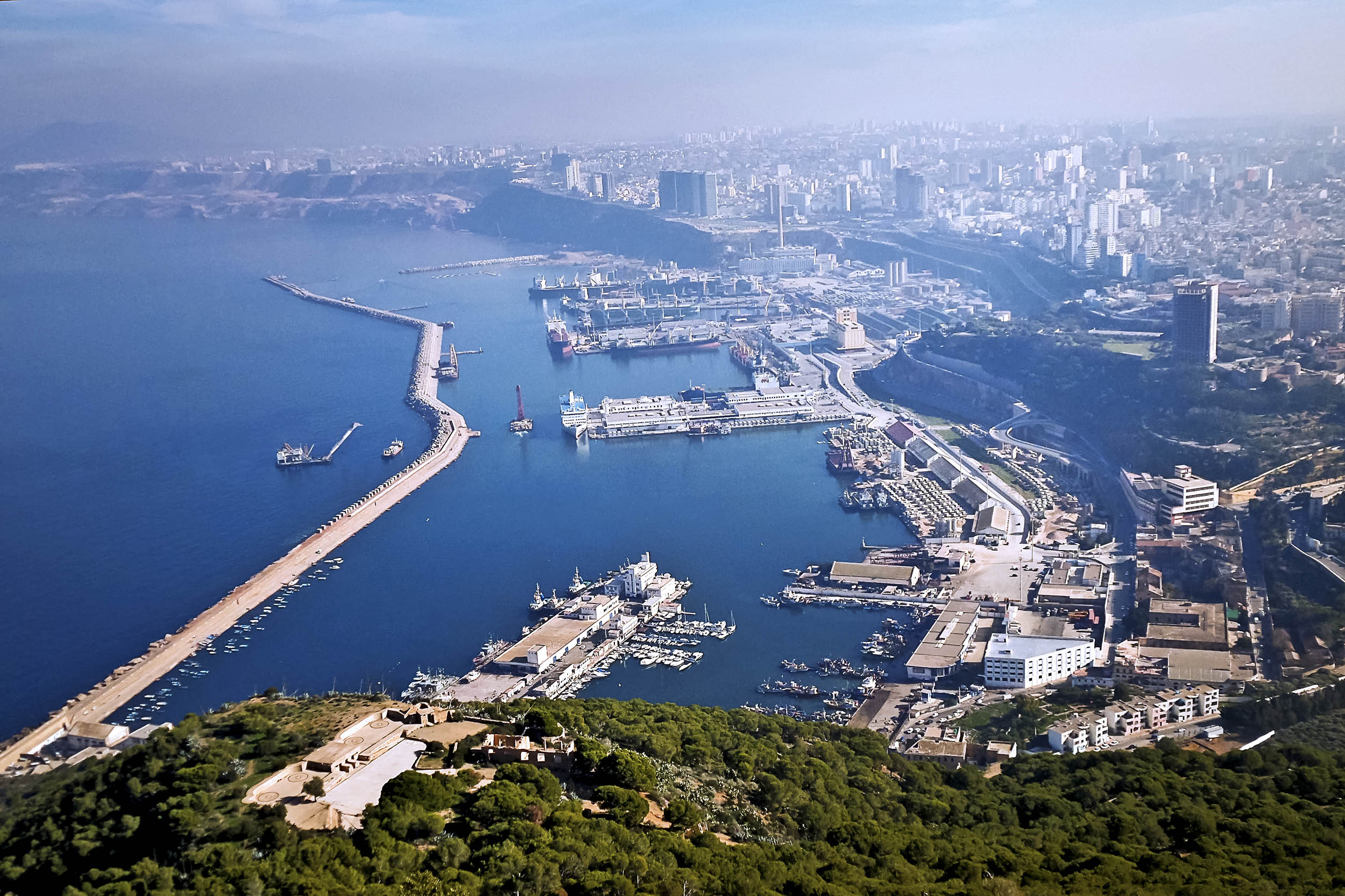
De haven van Oran

In 1950 steunde de Algerijnse economie zwaar op de landbouw. Granen en de wijnbouw namen een belangrijke plaats in. In 1948 was het aandeel in de wereldwijde wijnproductie circa 7,5%. Vooral Europeanen waren actief in de wijnbouw. Andere landbouwproducten waren in die tijd, olijven, dadels, tabak en vlas. De veeteelt was belangrijk, de Algerijnen als nomaden en de Europeanen richtte zich meer op de fokkerij van trekdieren en de zuivelproductie. De bosbouw was bescheiden al had Algerije de grootste kurkbossen ter wereld. De mijnbouw was bescheiden, aardolie en aardgas waren nog niet aangeboord, maar ijzererts, fosfaat en steenkool werd gemijnd. De industrie was vooral gericht op de verwerking van de land- en mijnbouwproducten. De Algerijnse invoerrechten waren hoog, maar voor Franse producten was een uitzondering gemaakt. Het aandeel van Frankrijk in de Algerijnse in- en uitvoer was ongeveer 75% in 1948.
Na het uitroepen van de onafhankelijkheid in 1962 kreeg de economische ontwikkeling hoge prioriteit. De verkoopopbrengst van aardolie en aardgas maakte dit financieel mogelijk mede omdat in 1971 de energiesector nagenoeg was genationaliseerd. De overheid gaf de voorkeur aan een centraal geleide economie met aandacht voor de ontwikkeling van de zware industrie. Dit beleid was niet succesvol en, met de economische ondergang van de voormalige USSR en de hoge economische groei in de Volksrepubliek China, streeft Algerije naar een gedeeltelijke vrijemarkteconomie.
De Algerijnse economie is sterk afhankelijk van de productie van aardolie en aardgas. Het is de belangrijkste bron van inkomsten voor het land, het grootste exportproduct en levert een majeure bijdrage aan de inkomsten van de overheid. Sinds 2012 is het bruto binnenlands product (BBP) met zo'n 20% gedaald van US$ 210 miljard naar US$ 165 miljard, circa US$ 4150 per hoofd van de bevolking, in 2015. De olieprijs is in deze periode bijna gehalveerd. In 2015 bedroeg de totale exportopbrengst van Algerije US$ 35 miljard, waarvan het aandeel van petroleumproducten ruim de helft was. Tot 2012 had Algerije een fors en structureel overschot op de handelsbalans, nauwelijks buitenlandse schulden en hoge financiële reserves. Door de olieprijsdaling is de buitenlandse handel omgeslagen in een groot tekort, is er een fors begrotingstekort ontstaan en is de schuldenpositie van de overheid sterk gestegen.
Andere grondstoffen die in het land worden geproduceerd zijn ijzererts en fosfaat en in mindere mate lood, uranium, zink, zout en steenkool. De ijzerertsmijnen bij Tébessa leveren voldoende grondstof voor de grote staalfabriek bij El-Hadjar. Bij Tindouf zijn ook grote voorkomens van ijzererts aangetroffen. De geïsoleerde locatie maakt exploitatie van dit erts echter oneconomisch.

### Energie

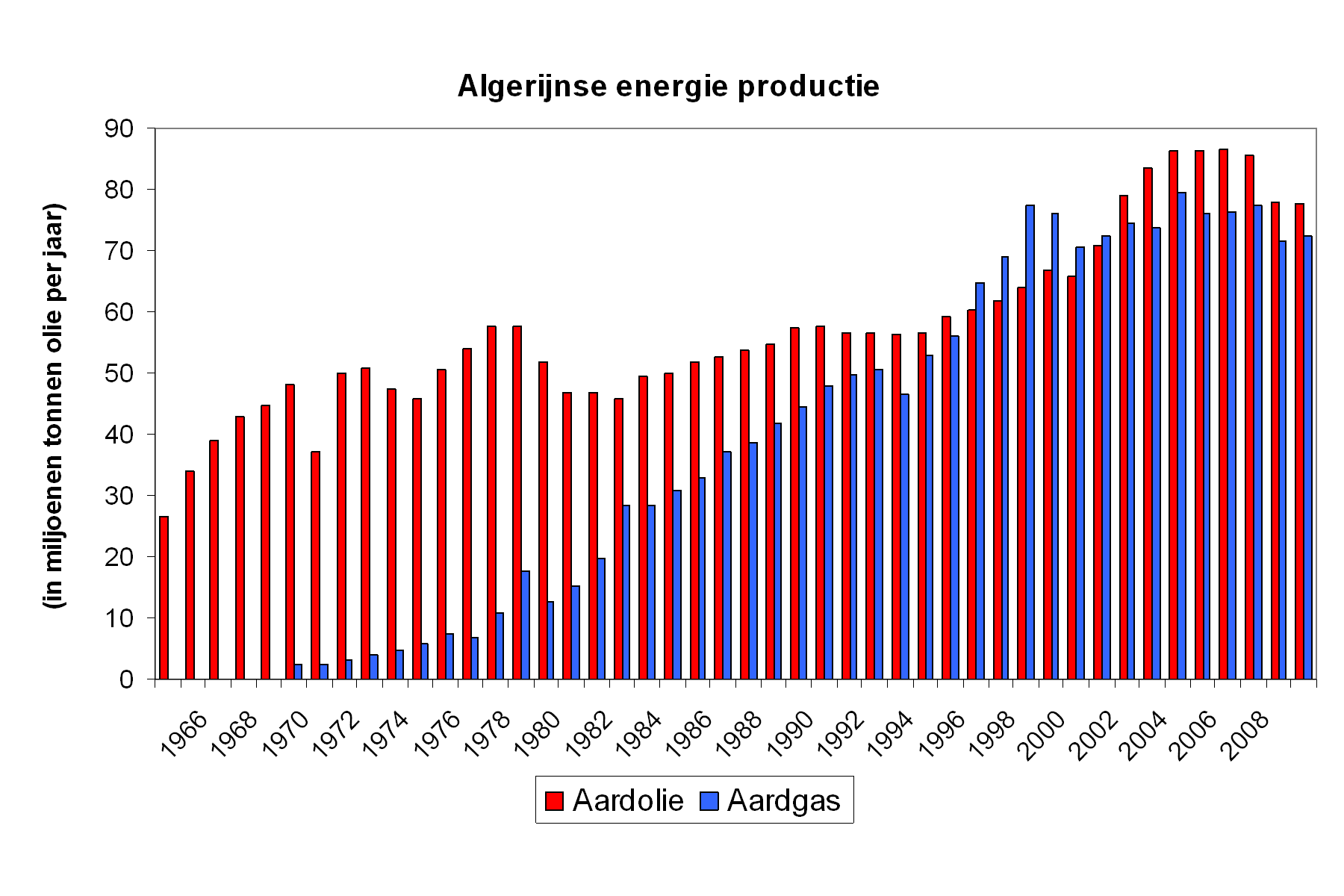
Algerijnse olie- en gasproductie in 1965-2010. Bron: BP

De zoektocht naar olie startte in de jaren vijftig. Algerije was een kolonie en Frankrijk wil zo snel als mogelijk minder afhankelijk worden van andere, met name Engelse en Amerikaanse, oliemaatschappijen. De overheid nam een leidende rol en richtte het staatsbedrijf Régie Autonome des Pétroles (RAP) op. In 1956 had RAP succes en boorde aardolie aan. De velden lagen ver van de kust en al het materieel en personeel moest met vrachtwagens honderden kilometers landinwaarts worden vervoerd. In 1958 werd de eerste olie geëxporteerd. Na het uitroepen van de Algerijnse onafhankelijkheid in 1962 maakte de nieuwe regering een plan om de opbrengst van olie en gas te gaan gebruiken voor de eigen economische ontwikkeling. Staatsenergiebedrijf Sonatrach werd opgericht en stapsgewijs verdwenen buitenlandse oliemaatschappijen van het toneel; in 1971 was de nationalisatie zo goed als afgerond. De energiesector in Algerije is geconcentreerd rond twee gigantische velden, namelijk het Hassi R'Mel-gasveld en het Hassi Messaoud olieveld. Een groot leidingnetwerk brengt de ruwe olie en gas naar exportterminals, raffinaderijen en fabrieken voor het maken van vloeibaar aardgas (lng) aan de kust. Er zijn oliepijpleidingen naar de zeehavens van Arzew en Sukhayrah in Tunesië en exportleidingen voor aardgas tussen het Hassi R'Mel-gasveld en Italië en Spanje.
In 2014 produceerde Algerije 143 miljoen ton olie-equivalent (Mtoe), 100% olie en gas. Dat was veel meer dan nodig voor de energievoorziening, het TPES (total primary energy supply): 52 Mtoe. Het land exporteerde 90 Mtoe fossiele brandstof meer dan het importeerde. Van de energie ging ongeveer 20 Mtoe verloren bij elektriciteitsopwekking en andere conversie in de energie industrie. 4 Mtoe werd gebruikt voor niet-energetische producten zoals smeermiddelen, asfalt en petrochemicaliën. Voor eindgebruikers resteerde 31 Mtoe waarvan 4,0 Mtoe = 46 TWh elektriciteit. De uitstoot van kooldioxide was 123 megaton, dat is 3,2 ton per persoon, veel minder dan het wereldgemiddelde 4,5 ton per persoon.

### Arbeidsmarkt
De beroepsbevolking schommelde in de jaren 2005-2009 tussen de 10 en 10,5 miljoen personen. Ongeveer 15% hiervan is actief in de landbouw, maar deze draagt duidelijk minder bij tot het BBP van het land dan de mijnbouw en productie. De staat speelt een belangrijke rol in de planning van de economie en bezit industriële instellingen, waaronder de mijnbouw en de financiële sectoren. In de late jaren negentig vonden er enige privatiseringen plaats en kwam er meer openheid ten opzichte van buitenlandse investeringen. De overheid is veruit de grootste werkgever. In 2010 was 10% van de bevolking werkloos; onder de jongeren was dit tweemaal zo hoog.

### Landbouw en wijnbouw
De landbouw is geconcentreerd in de vruchtbare valleien en de bassins van het noorden en in de oasen van de Sahara. De belangrijkste gewassen zijn tarwe, gerst, haver, citrusvruchten, wijndruiven, olijven, tabak en vijgen. Algerije is ook een producent van kurk. Er worden grote aantallen schapen, gevogelte, geiten en vee gefokt en er is een kleine visindustrie.
De belangrijkste vervaardigde producten van het land zijn verwerkt voedsel (in het bijzonder olijfolie), drank (vooral wijn), tabaksproducten, bouwmaterialen, chemische producten, metalen, textiel en kleding. Er is een beperkt spoor- en wegennetwerk, hoofdzakelijk in de noordelijke kuststrook.
Algerije was een belangrijke wijnproducent voor de onafhankelijkheid. Veel Franse wijnboeren waren in het land actief en de productie bereikte jaarlijks circa 9 miljoen hectoliter. De wijnbouw was met name geconcentreerd in een smalle strook langs de kust, hoogstens 50 à 60 kilometer in het binnenland en alleen in bergachtig gebied. De – voornamelijk – rode wijn werd geëxporteerd naar Frankrijk en daar dikwijls gemengd met landwijnen met een laag alcoholgehalte. Na 1962 vertrokken veel wijnboeren, de wijnbouw ging over in staatshanden en de productie daalde fors. In 1989 werd nog maar 1 miljoen hectoliter geproduceerd en in 1999 nog slechts 360.000 hectoliter wijn. Het wijnbouwareaal daalde van 139.000 hectare naar 56.000 hectare over diezelfde periode van 10 jaar. De wijnbouw is geconcentreerd rond de plaatsen Tlemcen en Médéa. Ook wijnbouw is deze jaren minder belangrijk geworden voor de exportopbrengst.

### Buitenlandse handel
De laatste jaren zijn de jaarlijkse inkomens van de uitvoer van Algerije belangrijk hoger dan de kosten van invoer. Het land heeft al jaren een overschot op de handelsbalans en krijgt ook nog per saldo geld binnen van meer dan een miljoen Algerijnen die sinds de onafhankelijkheid naar Frankrijk zijn geëmigreerd. De belangrijkste invoerproducten waren machines, voedsel en dranken, grondstoffen, halffabricaten en vervoerapparatuur. De belangrijkste handelspartners van Algerije zijn Frankrijk, Italië, de Verenigde Staten, Duitsland en Spanje.
Dankzij het overschot op de betalingsbalans was de buitenlandse schuld van het land minimaal en had het officiële financiële reserves van bijna USD 150 miljard per ultimo 2009, voldoende om voor drie jaar alle importen te financieren.